# Rodolfo Choperena Irizarri
Rodolfo Choperena Irizarri   (Ciutat de Mèxic, 11 de febrer de 1905 - Ciutat de Mèxic, 19 de juliol de 1969) fou un jugador de bàsquet mexicà que va competir durant la dècada de 1930.
El 1936 va prendre part en els Jocs Olímpics de Berlín, on guanyà la medalla de bronze en la competició de bàsquet.